# Cantón de Neuvy-Saint-Sépulchre
El cantón de Neuvy-Saint-Sépulchre es una división administrativa francesa, situada en el departamento de Indre y la región Centro.

## Geografía
Este cantón está dispuesto alrededor de Neuvy-Saint-Sépulchre en el distrito de La Châtre. Su altitud varía de 156 m s. n. m. (Lys-Saint-Georges) a 340 m s. n. m. (Cluis) con una altitud media de 220 m s. n. m.

## Composición
El cantón agrupa 12 comunas:
| Entidad de la población | Habitantes (2006) | Código postal | Código Insee |
| ----------------------- | ----------------- | ------------- | ------------ |
| Cluis                   | 1 035             | 36340         | 36056        |
| Fougerolles             | 320               | 36230         | 36078        |
| Gournay                 | 335               | 36230         | 36084        |
| Lys-Saint-Georges       | 221               | 36230         | 36108        |
| Maillet                 | 259               | 36340         | 36110        |
| Malicornay              | 187               | 36340         | 36111        |
| Mers-sur-Indre          | 574               | 36230         | 36120        |
| Montipouret             | 567               | 36230         | 36129        |
| Mouhers                 | 243               | 36340         | 36133        |
| Neuvy-Saint-Sépulchre   | 1 662             | 36230         | 36141        |
| Sarzay                  | 318               | 36230         | 36210        |
| Tranzault               | 322               | 36230         | 36226        |

## Demografía
| 1962 | 1968 | 1975 | 1982 | 1990 | 1999 | 2006 | 2007 |
| ---- | ---- | ---- | ---- | ---- | ---- | ---- | ---- |
| 6503 | 7161 | 6622 | 6285 | 6008 | 5927 | 6011 | 6043 |